# چن هایوی
چن هایوی (انگلیسی: Chen Haiwei؛ زادهٔ ۳۰ دسامبر ۱۹۹۴)  شمشیرباز اهل چین است. وی در بازی‌های المپیک تابستانی ۲۰۱۶ شرکت کرده‌است.